# Psilonotus
Psilonotus is een geslacht van vliesvleugeligen uit de familie Pteromalidae. De wetenschappelijke naam van dit geslacht is voor het eerst geldig gepubliceerd in 1834 door Walker.

## Soorten
Het geslacht Psilonotus omvat de volgende soorten:
- Psilonotus achaeus Walker, 1848
- Psilonotus adamas Walker, 1834
- Psilonotus hortensia Walker, 1846